# Helen Island
Helen Island är en ö i Kanada.   Den ligger i territoriet Nunavut, i den nordöstra delen av landet, 2 700 km norr om huvudstaden Ottawa. Arean är 108 kvadratkilometer.
Terrängen på Helen Island är platt. Öns högsta punkt är 231 meter över havet. Den sträcker sig 21,9 kilometer i nord-sydlig riktning, och 10,3 kilometer i öst-västlig riktning.
Trakten runt Helen Island består i huvudsak av gräsmarker. Trakten runt Helen Island är nära nog obefolkad, med mindre än två invånare per kvadratkilometer.